# Moć cveća
Moć cveća (engl. Flower Power) bio je slogan američke kontrakulture krajem 1960-ih i početkom 1970-ih, koji je izražavao pasivni otpor i ideologiju nenasilja. Postao je ukorenjen u pokretu protiv ratu u Vijetnamu. Izraz je skovao američki bit pesnik Alen Ginsberg 1965. godine.
Hipici su nosili cvetnu odeću šarenih boja i cveće u kosi, nazivajući se decom cveća, što je postalo zajednički pojam za hipi pokret i kulturu droge, psihodelične muzike, psihodelične umetnosti i društvene permisivnosti.